# میرونوفکا (سرزمین آلتای)
میرونوفکا (به لاتین: Mironovka) یک منطقهٔ مسکونی در روسیه است که در سرزمین آلتای واقع شده‌است.